# Marshall County, Tennessee
Marshall County är ett administrativt område i delstaten Tennessee, USA, med 30 617 invånare. Den administrativa huvudorten (county seat) är Lewisburg.

## Geografi
Enligt United States Census Bureau har countyt en total area på 974 km². 972 km² av den arean är land och 2 km² är vatten.

### Angränsande countyn
- Rutherford County - nordost
- Bedford County - öst
- Lincoln County - sydost
- Giles County - sydväst
- Maury County - väst
- Williamson County - nordväst

### Orter
- Chapel Hill
- Lewisburg (huvudort)